# NEO GENESIS
NEO GENESIS（ネオジェネシス）は、スターライト・キッドを中心として、2024年からスターダムで活動するプロレスのユニット。

## 歴史
2023年春、プロミネンスを脱退した鈴季すずと休業状態から復帰したばかりの星来芽依がスターダムに入団。両者共にユニットに所属することは無く「無所属」として活動し、タッグチーム「CRAZY STAR」を結成。ゴッデス・オブ・スターダム王座も戴冠した。
2024年
6月22日、『STARDOM THE CONVERSION』東京都・国立代々木競技場第二体育館大会にて、4月に大江戸隊から追放され、無所属となっていたスターライト・キッドが鈴季・星来に合流すると明かした。さらに、キッドがこの日Queen's Questから強制脱退となったAZM・天咲光由を勧誘し、後に3人と合流。新しいユニットが誕生した。
7月27日、『STARDOM SAPPORO WONDER RENDEZVOUS』北海道・シャトレーゼ ガトーキングダム サッポロ大会にて、ユニット名を発表。「NEO GENESIS」としてスタートを切った。翌7月28日には、ハイスピード選手試合で星来芽依が勝利し王座を奪回。さらにSTARDOM 5★STAR GP 2024の出場者決定トーナメントで天咲がレディ・Cを破り初出場の切符を掴むなど、華々しいスタートとなった。
2025年
4月2日、NEO GENESIS vs H.A.T.E.の8人タッグマッチ 終盤戦で、刀羅ナツコが鈴季すずにパイプ椅子を手渡してそのまま星来芽依を攻撃して裏切った上、H.A.T.E.にも攻撃した。試合後、鈴季はNEO GENESISは似合わないとしてそのまま脱退した。
4月8日の会見にて、鈴季が抜けたのは、NEO GENESISにリーダーがいなかったのが少なからず原因とし、4月27日のS・キッド VS AZMのワンダー・オブ・スターダム選手権試合でユニットリーダーの座もかける事になった。結果、S・キッドが勝利しリーダーの座についた。

## メンバー
| メンバー             | 加入          | 備考                   |
| -------------------- | ------------- | ---------------------- |
| スターライト・キッド | 2024年7月27日 | 初期メンバー、リーダー |
| AZM                  | 2024年7月27日 | 初期メンバー           |
| 天咲光由             | 2024年7月27日 | 初期メンバー           |
| 星来芽依             | 2024年7月27日 | 初期メンバー           |

### 過去
| メンバー | 加入          | 脱退         | 備考                           |
| -------- | ------------- | ------------ | ------------------------------ |
| 鈴季すず | 2024年7月27日 | 2025年4月2日 | 初期メンバー、Mi Vida Loca結成 |

## サポートメンバー
| メンバー           | 加入           | 備考           |
| ------------------ | -------------- | -------------- |
| エル・デスペラード | 2024年11月17日 | 新日本プロレス |

## タイトル歴
NEO GENESIS
- 新春ユニット対抗リーグ戦 優勝（2025年）

スターライト・キッド
- スパーク女子ワールド王座（第4代）
- ワンダー・オブ・スターダム王座（第24代）
- アーティスト・オブ・スターダム王座（第34代 パートナーはAZM&天咲光由）

AZM
- STRONG女子王座（第5代）
- アーティスト・オブ・スターダム王座（第34代 パートナーはスターライト・キッド&天咲光由）

天咲光由
- フューチャー・オブ・スターダム王座（第11代）
- アーティスト・オブ・スターダム王座（第34代 パートナーはAZM&スターライト・キッド）

星来芽依
- ハイスピード王座（第27代）

## 入場曲
Breaking Out（作編曲：DJ-Shu）
入場曲名・音源はスターダム公式アプリより。